# Castelli di lenzuola
Castelli di lenzuola è un singolo della cantante italiana Ariete pubblicato il 25 febbraio 2022 come terzo estratto dall'album in studio Specchio.

## Descrizione
Il brano è stato definito aderente a quel bedroom pop adolescenziale tipico della cantante, «un incontro magico fatto di sguardi che porta a sognare ad occhi aperti, animando il desiderio di un amore vero e talmente bello da non volersi più svegliare».

## Video musicale
Il video musicale del brano è stato diretto da Simone Peluso e pubblicato il 2 marzo 2022 sul canale YouTube di Bomba Dischi.

## Tracce
Testi e musiche di Arianna Del Giaccio.
1. Castelli di lenzuola – 3:04

## Classifiche
| Classifica (2022) | Posizione massima |
| ----------------- | ----------------- |
| Italia            | 66                |